# Črno telo
Čŕno teló je telo, ki absorbira vse valovanje, ki pade nanj. To je teoretično telo, najbljižji realni približek pa je majhna luknja v črni škatli, ki ima stalno temperaturo. Valovna dolžina valovanja in jakost, ki ga črno telo oddaja, je odvisna samo od njegove temperature in se lahko pojasni s pomočjo kvantne teorije.
Spektralno gostoto sevalnega črnega telesa toka popisuje Planckova enačba. Celotno gostoto sevalnega toka, ki ga izseva črno telo dobimo z integracijo enačbe preko vseh valovnih dolžin. Zapisano v obliki Stefan-Boltzmanovega zakona.